# Gościcino (gromada)
Gościcino – dawna gromada, czyli najmniejsza jednostka podziału terytorialnego Polskiej Rzeczypospolitej Ludowej w latach 1954–1972.
Gromady, z gromadzkimi radami narodowymi (GRN) jako organami władzy najniższego stopnia na wsi, funkcjonowały od reformy reorganizującej administrację wiejską przeprowadzonej jesienią 1954 do momentu ich zniesienia z dniem 1 stycznia 1973, tym samym wypierając organizację gminną w latach 1954–1972.
Gromadę Gościcino z siedzibą GRN w Gościcinie utworzono – jako jedną z 8759 gromad na obszarze Polski – w powiecie wejherowskim w woj. gdańskim na mocy uchwały nr 26/III/54 WRN w Gdańsku z dnia 5 października 1954. W skład jednostki weszły obszary dotychczasowych gromad Gościcino i Bolszewo (bez szeregu parcel z karty mapy 2 – obręb Bolszewo) ze zniesionej gminy Wejherowo w tymże powiecie. Dla gromady ustalono 27 członków gromadzkiej rady narodowej.
1 stycznia 1960 siedzibę gromady Gościcino przeniesiono do miasta Wejherowa w tymże powiecie, zachowując jednak nazwę gromada Gościcino; równocześnie do gromady Gościcino włączono miejscowości Gowino, Gowinko i Pętkowice ze zniesionej gromady Gowino, miejscowości Sopieszyno, Ustarbowo, Ustarbowski Młyn, Biała, Borowo i Wygoda ze zniesionej gromady Sopieszyno oraz miejscowość Kąpino z osiedla Reda w tymże powiecie.
1 stycznia 1962 do gromady Gościcino z siedzibą w Wejherowie włączono miejscowości Orle, Pryśniewo, Pnie, Zamostne, Góra i Poradyż ze zniesionej gromady Zamostne w tymże powiecie; tego samego dnia siedzibę gromady Gościcino przeniesiono z miasta Wejherowa do wsi Bolszewo w tymże powiecie, zachowując jednak nazwę gromada Gościcino; równocześnie z gromady Gościcino z siedzibą w Bolszewie wyłączono miejscowości Sopieszyno, Borowo, Wygoda, Biała, Ustrabowo, Gowino, Ustrabowski Młyn, Gowinko i Pętkowice, włączając je do nowo utworzonej gromady Wejherowo w tymże powiecie.
31 lipca 1968 do gromady Gościcino z siedzibą w Bolszewie włączono miejscowości Kniewo, Maszewo, Rybska Karczma, Warszkowo i Warszkowski Młyn ze zniesionej gromady Kostkowo w tymże powiecie; z gromady Gościcino wyłączono natomiast obszar Państwowego Gospodarstwa Rolnego Kąpino, włączając go do gromady Wejherowo w tymże powiecie.
Gromada przetrwała do końca 1972 roku, czyli do kolejnej reformy gminnej.